# نوو راتنگتس
نوو راتنگتس (به لاتین: Nowy Ratyniec) یک روستا در لهستان است که در گمینا ستردنگ واقع شده‌است.